# ボフニャ
ボフニャ（ポーランド語：Bochnia ['bɔxɲa] ( 音声ファイル)）は、南ポーランドのラバ川沿いにある、人口が約30,000人の町である。ボフニャは、東のタルヌフと西の県都であるクラクフの約中間（それぞれボフニャから38km）に位置する。ボフニャには1248年ごろに建設された、ヨーロッパで最も古い岩塩坑がある。
1999年の地方行政区画再編により、ボフニャはマウォポルスカ県ボフニャ郡の郡都となっている。1999年以前はタルヌフ県の一部であった。

## 歴史
ボフニャは、小ポーランドの最も古い都市の一つである。ボフニャが初めて資料に出てくるのは、1198年の手紙である。その手紙は、ラテン・エルサレム総大司教であるHaymarus Monachus（Aymar the Monk）が、地元の有力者Mikora Gryfitaによる、ミエフフの聖墳墓の僧院への寄付を確かめたという内容である。1248年の大きな岩塩の鉱脈の発見は、ボフニャをボレスワフ5世による1253年2月27日の都市特権（マグデブルク法）の認定へと導いた。

## 町の風景
- 世界で最も古い岩塩坑は、今も町の下にある。
- 聖ニコラスバシリカ聖堂
- 古い町並みと歴史的な建物
- レオポルト・オクリツキとカジミェシュ3世の像
- オラツカ通りの古い墓地
- カトリックの墓地
- ユダヤ人の墓地

## 岩塩坑

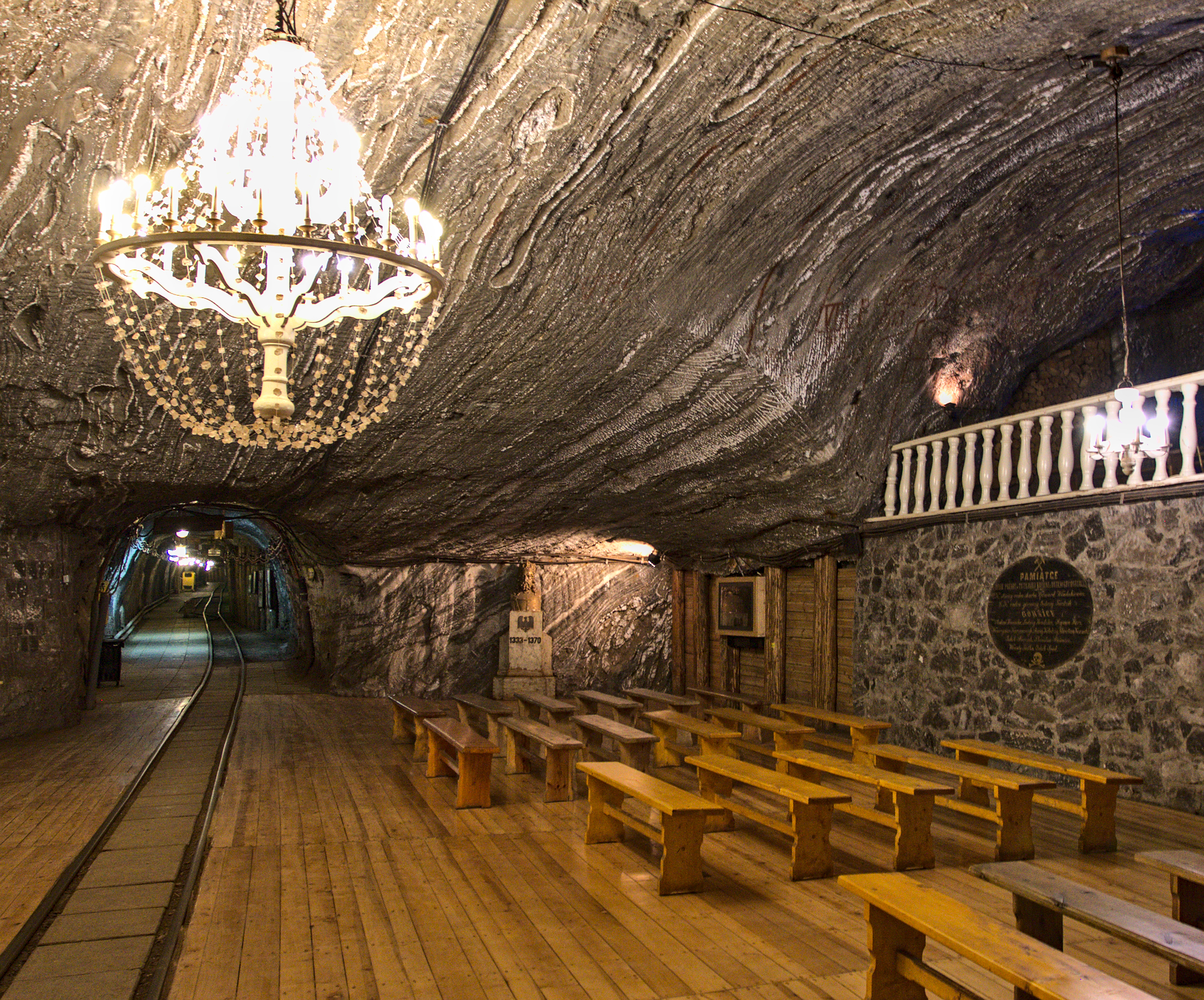
地下教会

ボフニャ岩塩坑（ポーランド語：Kopalnia soli Bochnia）はヨーロッパで最も古く、世界でも最も古いものの一つである。岩塩坑は岩塩がボフニャで発見された後、12～13世紀の間に建設された。岩塩の広さは、長さにして4、5km、深さにして468mある。人の住まなくなった空間、縦坑、横坑は地下都市を形成している。それは現在、観光客に公開されている。最も大きい保存された空間は保養地に転用されている。

## 教育
- 経済高等専門学校

## 有名人
- シュチェパヌフのスタニスラウス（ポーランド人初めての聖者）
- ラルフ・モジェスキー（英語版）（女優ヘレナ・モジェスカを親として1861年に生まれたアメリカで有名なエンジニア）
- Jan Viktor Mládek（1912年ボフニャ～1989年ワシントンD.C.、チェコスロバキア人経済学者）
- ベルンハルト・ストーチ（第二次世界大戦の英雄）
- ルドヴィク・スタシャク（英語版）（ポーランド人画家、小説家、評論家）

## 姉妹都市
- バート・ザルツデットフルト（ドイツ）
- ツァヴタット（クロアチア）
- ケジュマロク（スロバキア）[4]
- ローゼル（アメリカ）